# Кротов, Владислав Николаевич
Владислав Николаевич Кротов — российский учёный, ректор Костромского технологического университета (2000—2006).
Родился 7 декабря 1941 года в Костроме. Окончил Костромской технологический институт (1964), работал в Краснодарском крае.
С 1971 г. в Костромском технологическом институте (с университет): младший научный сотрудник НИСа кафедры механической технологии волокнистых материалов, ассистент, старший преподаватель, доцент, заведующий кафедрой механической технологии волокнистых материалов. С 1985 по 1995 год декан технологического факультета, с 1995 по март 2000 года — проректор по учебной работе.
С мая 2000 по 2006 год ректор университета. За время его руководства открылось 10 новых специальностей, создано 6 кафедр, завершилось строительство студенческого общежития на 690 мест, организована лаборатория художественной обработки металлов.
Кандидат технических наук, доцент. Автор 86 научных публикаций. Сочинения:
- Исследование возможности замены льняных нитей армированными в каркасах ковровых изделий : диссертация ... кандидата технических наук : 05.19.03. - Кострома, 1978. - 229 с. : ил.
- Ровничные машины льняной промышленности : Учеб. пособие / В. Н. Кротов, И. Ф. Смельская. - Ярославль : Яросл. политехн. ин-т, 1981. - 49 с. : ил., 1 отд. л. схем.; 20 см.

Заслуженный работник высшей школы РФ. Почётный гражданин Костромы (2007).
Умер 14 марта 2021 года.